# Воронки (Московская область)

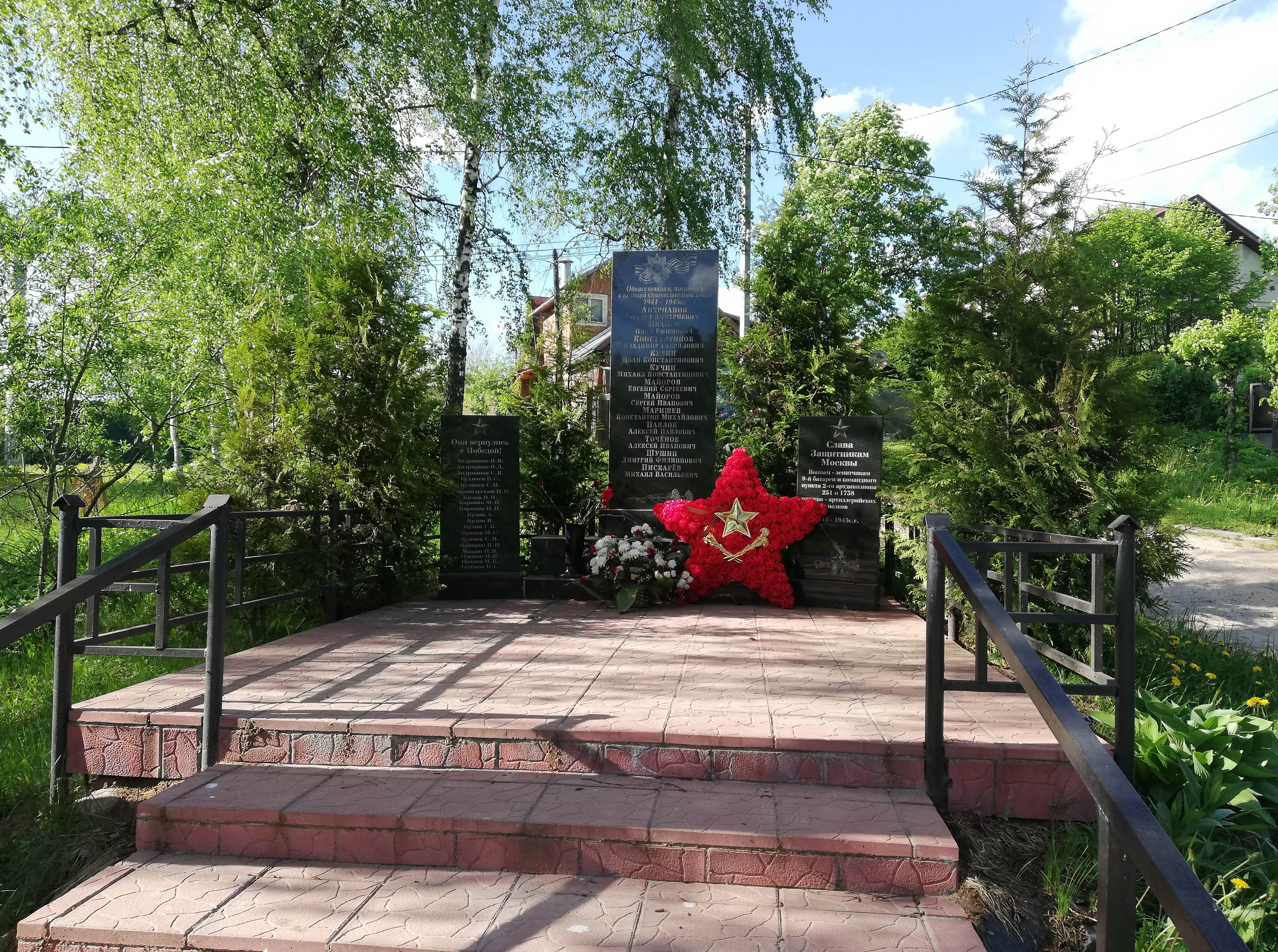
Памятник местным жителям, погибшим в годы Великой Отечественной войны

Воронки — деревня в Московской области России. Входит в городской округ Красногорск. Население — 182 чел. (2010).

## География
Деревня расположена на юго-востоке округа, на автодороге Балтия, у слияния ручья Праслиха с речкой Воронов Брод, высота центра над уровнем моря 148 м. Ближайшие населённые пункты: Михалково в 1 км на запад и посёлок Новый в 1 км восточнее.
В деревне числятся автодорога Балтия и садовое товарищество. Деревня связана автобусным сообщением с Москвой (маршрут № 540) и Красногорском.

## История
С 1994 до 2004 года деревня была центром Воронковского сельского округа Красногорского района, а с 2005 до 2017 года включалась в состав Ильинского сельского поселения Красногорского муниципального района.

## Население
| 2002 | 2006 | 2010 |
| ---- | ---- | ---- |
| 44   | →44  | ↗182 |